# Hargotirto
Hargotirto is een bestuurslaag in het regentschap Kulon Progo van de provincie Jogjakarta, Indonesië. Hargotirto telt 6345 inwoners (volkstelling 2010).